# 古川りか
古川 りか（ふるかわ りか、1973年6月8日 - ）は、日本の女優。広島県呉市出身。東京都立代々木高等学校卒業。身長162cm、B82-W60-H83cm、靴のサイズは23.5cm。血液型はA型。サンズエンタテインメントに所属していた（以前は研音 → GRASSに所属）。
古川りか、古川理科を経て現在の芸名になった。

## 出演

### テレビドラマ

#### 連続ドラマ
- 鳥人戦隊ジェットマン 第17、第18話（1991年、テレビ朝日）
- さすらい刑事旅情編IV 「女流漫画家の秘密・週末特急に乗る娘」（1991年10月、テレビ朝日・東映）
- ジェラシー（1993年、日本テレビ）
- 同窓会（1993年、日本テレビ）
- はぐれ刑事純情派（テレビ朝日）
  - 第6シリーズ 第7話（1993年） - 友部加代子 役
  - 第8シリーズ 第18話（1995年） - 向井法子 役
  - 第9シリーズ 第24話（1996年）
  - 第10シリーズ 第23話（1997年）
- アリよさらば（1994年、TBS）
- 木曜ドラマ家族A（1994年、TBS）
- 部屋においでよ（1995年、TBS）
- 沙粧妙子-最後の事件-（1995年、フジテレビ）
- 正義は勝つ（1995年、フジテレビ） - 相沢弘美 役
- 明日はだいじょうぶ（1996年、関西テレビ）
- 金曜ドラマ 硝子のかけらたち（1996年、TBS）
- 理想の上司（1997年、TBS） - 第2話ゲスト
- 東芝日曜劇場 オトナの男（1997年、TBS） - 白石さとみ 役
- 恋の片道切符（1997年、日本テレビ）
- 愛しすぎなくてよかった（1998年、テレビ朝日）
- はみだし刑事情熱系3 15話（1999年、テレビ朝日） - 奥田弥生 役
- L×I×V×E（1999年、TBS）
- 地獄の花嫁1（1999年） - 新井志保 役
- 月曜ドラマ・イン ベストフレンド（1999年、テレビ朝日）
- シンデレラは眠らない（2000年、日本テレビ）
- ショカツ（2000年、関西テレビ）
- バスストップ（2000年、フジテレビ）
- 神様のいたずら（2000年、関西テレビ）
- 金曜ナイトドラマ 九龍で会いましょう（2002年、テレビ朝日）
- ナショナル劇場 こちら本池上署4（2004年、TBS） - 秋本えり 役
- 緋の十字架（2005年、東海テレビ）
- 秘書のカガミ 第6話（2008年5月、テレビ東京）
- 打撃天使ルリ 第3話（2008年8月、テレビ朝日）
- Lドラ・サギ師 リリ子（2009年2月、テレビ東京）
- 悪党〜重犯罪捜査班 第2話（2011年1月28日、テレビ朝日、朝日放送共同制作） - 名取仁美 役
- 秘密諜報員 エリカ 第5話（2011年11月3日、読売テレビ） - 藤村真理子 役
- 警視庁捜査一課9係 season7 第8話（2012年8月22日、テレビ朝日） - 斉藤克子 役
- MONSTERS 第2話（2012年10月28日、TBS） - 大畑久美子 役
- 悪夢ちゃん 第5話（2012年11月10日、日本テレビ）
- 警視庁・捜査一課長 最終話（2016年6月23日、テレビ朝日） - 青木香苗 役

#### 単発ドラマ
- ハートにS（1995年、フジテレビ）
- 東京SEX（1996年、フジテレビ）
- 火曜サスペンス劇場「女監察医・室生亜季子24 〜死因に異議あり〜」（1998年7月28日、日本テレビ・東映）
- 土曜ワイド劇場「山村美紗最後のミステリー 〜京都・在原業平殺人事件〜」（1999年、テレビ朝日）
- 金曜エンタテイメント「地獄の花嫁〜ネットストーカー連続殺人の罠」（1999年、フジテレビ）
- 火曜サスペンス劇場「小京都ミステリー29 郡上おどり殺人事件」（2001年、日本テレビ） - 須貝冬美 役
- 土曜ワイド劇場「冬の旅情サスペンス ダイエット三姉妹の旅情事件簿5」（2001年、テレビ朝日）
- 月曜ミステリー劇場「おばさん会長・紫の犯罪清掃日記 ゴミは殺しを知っている2」（2001年、TBS） - 宮島雅世 役
- 月曜ミステリー劇場「税務調査官・窓際太郎の事件簿9」（2002年、TBS） - 梶田弘美 役
- 土曜ワイド劇場「第一級殺人弁護2」（2003年、テレビ朝日）
- 月曜ミステリー劇場「女金融道」（2003年、TBS）
- 土曜ワイド劇場「炎の警備隊長・五十嵐杜夫」（2004年、テレビ朝日）
- 女と愛とミステリー「小京都飛騨高山殺人事件」（2004年、テレビ東京） - 冬木エミ 役
- 金曜エンタテイメント「熱血シングル・ファザー 新聞記者・新庄圭吾の事件ファイル1〜2」（2004年 - 2005年、フジテレビ）
- 水曜ミステリー9「猪熊夫婦の駐在日誌」（2006年、テレビ東京）
- 水曜ミステリー9「ハマの子宝先生 24時殺意の産声」（2006年、テレビ東京）
- 月曜ゴールデン「森村誠一サスペンス 唄」（2006年、TBS）
- 土曜ワイド劇場「温泉(秘)大作戦」（2008年、朝日放送）
- 月曜ミステリー劇場「十津川警部シリーズ(22) - (54)」（2001年 - 2015年、TBS） - レギュラー・村川留美刑事 役
- 「踊る大捜査線 THE LAST TV サラリーマン刑事と最後の難事件」（2012年9月1日、フジテレビ） - 本庁捜査員役
- 水曜ミステリー9「西村京太郎サスペンス トラベルライター青木亜木子 〜湯煙の中の殺意〜」（2013年2月20日、テレビ東京） - 旭桂 役
- 世にも奇妙な物語'13 春の特別編「不死身の夫」（2013年5月11日、フジテレビ） - 友人B 役
- 土曜ワイド劇場「終着駅の牛尾刑事VS事件記者・冴子13 家族の食卓」（2013年12月28日、テレビ朝日） - 沢村江里子 役
- ドラマスペシャル「検事の死命」（2016年1月17日、テレビ朝日） - 本多麻美 役

### その他テレビ番組
- 「千円の食卓」メインパーソナリティ（1997年4月 - 1998年9月、テレビ朝日）
- BS-TBS開局10周年記念番組「プレミアム6 西村京太郎ミステリー紀行〜十津川警部が見た風景〜」（2010年2月28日、BS-TBS）
- ルビコンの決断 「世界中から「ありがとう」〜おっぱいに懸けた ある企業の決断〜」（2010年6月24日、テレビ東京）
- 高校講座ベーシック10 シーズン3（2011年4月5日他、NHK教育）

### ラジオ
- 「GOOD NOON CAFE」パーソナリティ（1998年10月 - 1999年3月、STAR digio）
- 「GOOD TIME CAFE」パーソナリティ（1999年4月 - 9月、STAR digio）

### 映画
- 櫻の園（1990年、アルゴプロジェクト、中原俊監督） - 松本圭子役
- Doki Doki ヴァージン もういちど I LOVE YOU（1990年、日活、中原俊監督）
- 白百合女学園洋弓部 白銀の標的（1991年、東宝）
- 第54回ヴェネツィア国際映画祭招待作品「KOKKURI・こっくりさん」（1997年、日活、瀬々敬久監督）
- 「ホノカアボーイ」（2009年、東宝）
- 「ジェネラル・ルージュの凱旋」（2009年、東宝、中村義洋監督）
- 「踊る大捜査線　THE FINAL 新たなる希望」（2012年9月7日公開、東宝、本広克行監督） - 本庁捜査員役

### 舞台
- ウォーキング・スタッフプロデュース「SPACER〜スペーサー〜」（2003年3月、新宿テアトル）
- シアタードリームズ・カンパニーVol.8「300g」（2005年6月、ウッディシアター中目黒）